# Гадюковая южноафриканская кошачья акула
Гадюковая южноафриканская кошачья акула (лат. Haploblepharus edwardsii) — вид рода южноафриканских кошачьих акул (Haploblepharus) семейства кошачьих акул (Scyliorhinidae). Этот род является эндемиком южной Африки. Он обитает в мелких прибрежных водах. Это маленькая акула с плотным телом, приплюснутой головой и закруглённым рылом. У неё очень крупные ноздри с увеличенными кожными складками треугольной формы, которые достигают рта. Кроме того, имеются глубокие борозды между ноздрями и ртом. Эти акулы являются донными хищниками, их рацион составляют костистые рыбы и беспозвоночные. Гадюковые южноафриканские кошачьи акулы размножаются, откладывая яйца, заключённые в капсулы. Эти безвредные рыбы не представляют коммерческой ценности и не являются объектом любительского рыболовства. Однако их ограниченный ареал и интенсивное рыболовство в ареале делают их потенциально уязвимыми.

## Таксономия
Впервые гадюковая южноафриканская кошачья акула упоминается в литературе английским естествоиспытателем Джорджем Эдвардсом в 1760 году под названием Catulus major vulgaris. Эдвардс описал трёх особей, пойманных у мыса Доброй Надежды и впоследствии утерянных. В 1817 году французский зоолог Жорж Кювье описал этот вид как Scyllium D'Edwards, назвав его в честь Эдвардса, хотя это название и не предлагалось в качестве истинно научного. В 1832 году немецкий зоолог Фридрих Зигмунд Войт изменил название, данное виду Кювье, на Scyllium edwardsii. В 2001 году было обнаружено, что ещё раньше швейцарский натуралист Генрих Рудольф Шинц дал виду правильное научное название в 1822 году, а затем и Международная комиссия по зоологической номенклатуре (МКЗН) вынесла решение о том, что гадюковую южноафриканскую кошачью акулу следует именовать названием, данным Шинцем. В 1913 году американский зоолог Самуэль Гарман выделил новый род южноафриканских кошачьих акул (Haploblepharus) и отнёс к нему гадюковую южноафриканскую кошачью акулу (Haploblepharus edwardsii).

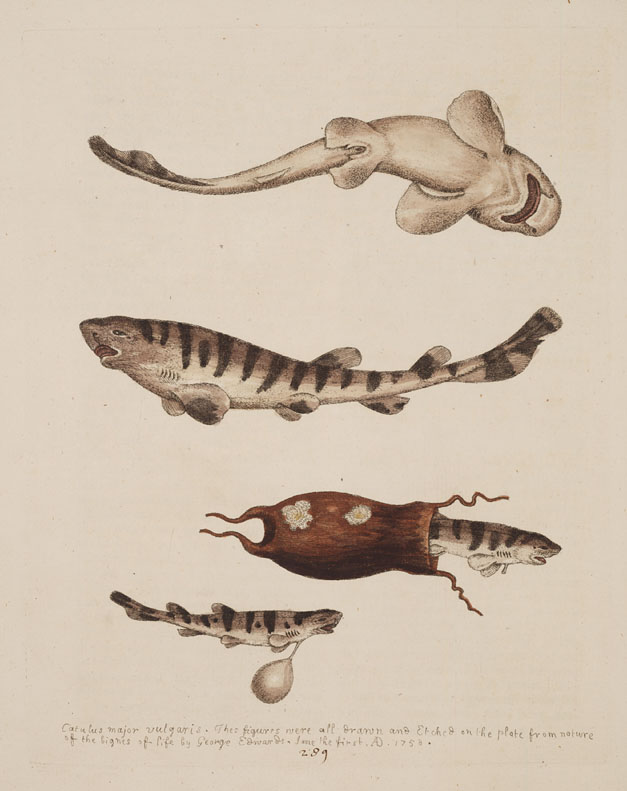
Гравюра с изображением гадюковой южноафриканской кошачьей акулы, выполненная Эдвардсом. «Gleanings of natural history», часть 2, 1760 г.

Изначально считали, что существует две формы гадюковых южноафриканских кошачьих акул: англ. «Cape» — «мысовая» и англ. « Natal» — «натальная», которые отличаются по внешнему виду и среде обитания. В 2006 году форма англ. «Natal» была признана самостоятельным видом Haploblepharus kistnasamyi. В 2006 году филогенетический анализ, основанный на трёх митохондриальных генах ДНК, показал, что гадюковая южноафриканская кошачья акула является наиболее базальным членом своего семейства и имеет родственные отношения с кладой, в которую входят намибийская кошачья акула (Haploblepharus pictus) и коричневая южноафриканская кошачья акула (Haploblepharus fuscus). Вид Haploblepharus kistnasamyi не был включён в исследование, хотя он морфологически близок к виду гадюковых южноафриканских кошачьих акул. Видовое название «гадюковая» объясняется тем, что окраска этой акулы похожа на окраску африканской шумящей гадюки (Bitis arietans).

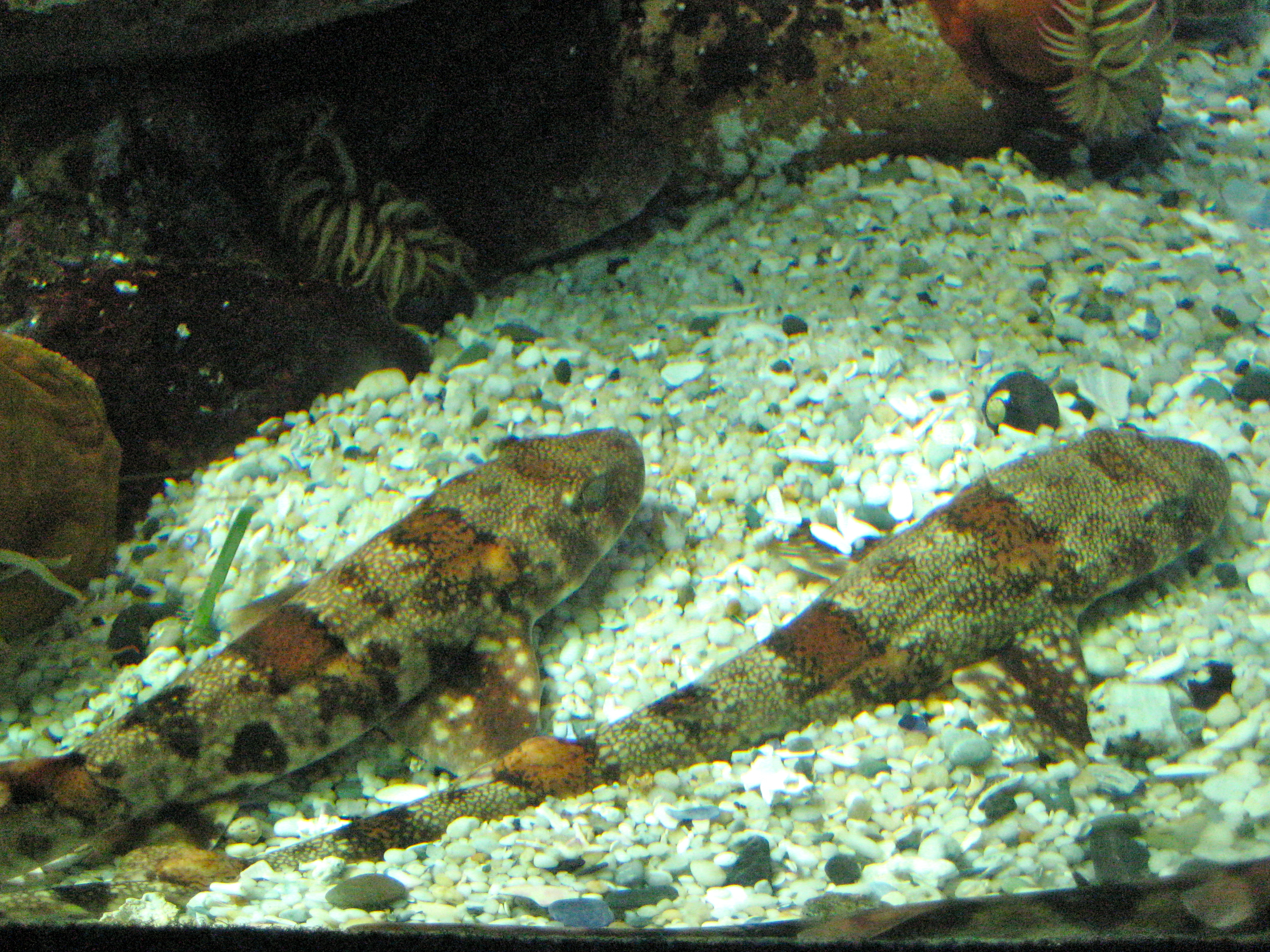
Гадюковые южноафриканские кошачьи акулы имеют характерную окраску

## Ареал и среда обитания
Ареал гадюковой южноафриканской кошачьей акулы ограничивается континентальным шельфом вдоль побережья Южной Африки и простирается от лагуны Лангебан в Западной Капской провинции до западного берега залива Альгоа. Записи, свидетельствующие о присутствии этих акул на севере у Дурбана в, настоящее время считаются ошибочными и относящимися к другим видам. Эти донные акулы чаще всего встречаются на песчаных или каменистых грунтах. На северо-востоке своего ареала они предпочитают держаться на большей глубине: от 0—15 м у берегов Кейптауна до 40—130 м у побережья провинции Квазулу-Наталь. Вероятно, такое распределение связано с тем, что они предпочитают холодные воды.

## Описание
У гадюковых южноафриканских кошачьих акул тело стройнее, по сравнению с прочими представителями рода. Голова короткая, широкая и приплюснутая, с закруглённым рылом. Большие, овальные глаза имеют щелевидные зрачки, подобные кошачьим. Глаза оснащены рудиментарными мигательными мембранами. Под глазами имеются выступы. Крупные ноздри частично закрыты за счёт значительно расширенных кожных лоскутов треугольной формы. Короткий рот изогнут в виде арки. По углам рта расположены бороздки. Во рту имеются 26—30 верхних и 27—33 нижних зубных рядов. У самцов зубы длиннее и имеют по три зубца, а у самок короче и с пятью зубцами. Две половинки нижней челюсти соединены хрящом, что обеспечивает более ровное распределение зубов и, вероятно, делает укус крепче. Пять пар жаберных щелей расположены в верхней половине тела.
Два спинных плавника сдвинуты к хвосту. Основание первого спинного плавника находится позади основания брюшных плавников, а основание второго спинного плавника расположено за основанием анального плавника. Спинные, брюшные и анальный плавники приблизительно одинакового размера. Грудные плавники широкие, средней величины. Широкий хвостовой плавник составляет 1/5 от общей длины тела, у кончика верхней лопасти имеется глубокая вентральная выемка. Нижняя лопасть практически отсутствует. Кожа толстая и покрыта листовидными плакоидными чешуйками. Окраска от светло- до тёмно-коричневого цвета, на этом фоне расположены 8—10 желтовато- или красновато-коричневых пятен седловидной формы, в промежутках имеются многочисленные белые пятнышки. Брюхо белое. Максимальная длина 69 см. Акулы, обитающие западнее мыса Агульяса, имеют меньший размер, который не превышает 48 см.

## Биология и экология

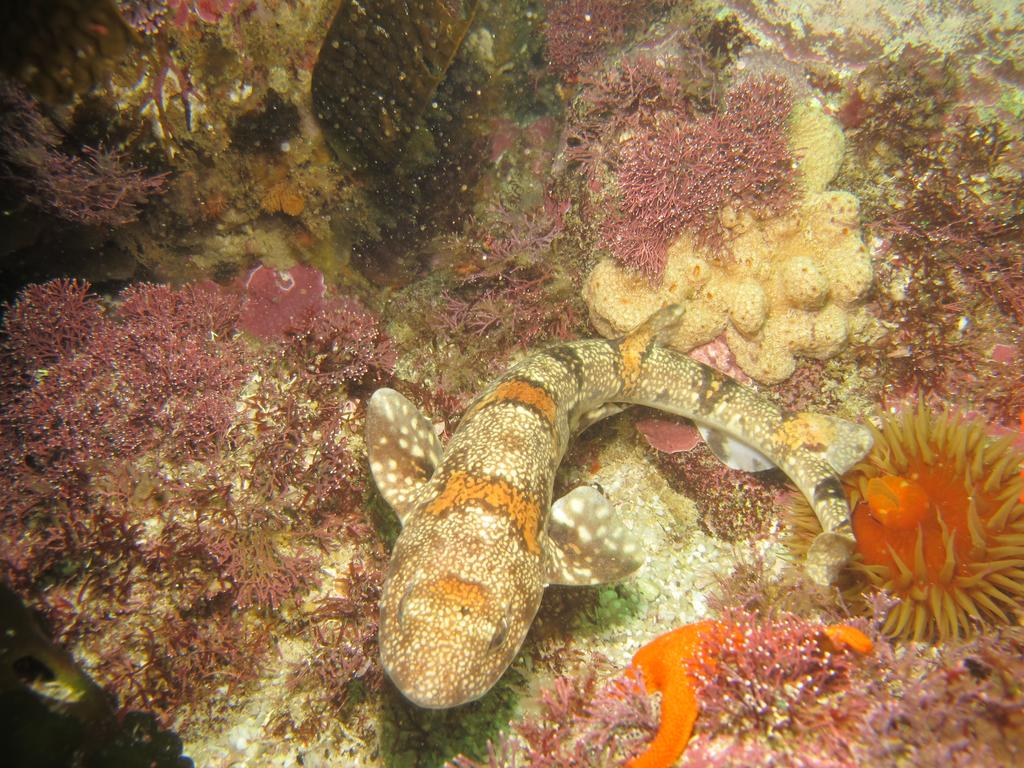
Гадюковые южноафриканские кошачьи акулы являются донными медлительными хищниками.

Гадюковые южноафриканские кошачьи акулы являются довольно распространёнными медлительными хищниками, которых часто наблюдают, лежащими на дне моря. Несколько особей могут отдыхать вместе. Рацион составляют множество мелких донных животных: ракообразные (в том числе крабы, креветки, раки, ротоногие и раки-отшельники), кольчатые черви например, полихеты), костистые рыбы (такие как анчоусы, ставриды и бычки), головоногие моллюски (например, кальмары) и падаль. В целом, наиболее важным компонентом рациона этой акулы являются ракообразные, а затем полихеты и рыбы. Вероятно, самцы предпочитают полихет, в то время как самки охотятся в основном на ракообразных. Наблюдали за тем, как гадюковая южноафриканская кошачья акула атаковала осьминога (Octopus vulgaris) и оторвала ему вращательным движением щупальце.
Гадюковые южноафриканские кошачьи акулы становятся добычей более крупных рыб, таких как плоскоголовые семижаберные акулы (Notorynchus cepedianus). Отмечалось, что капский морской котик (Arctocephalus pusillus pusillus) ловил и играл с гадюковыми южноафриканскими кошачьими акулами, подбрасывая их в воздух или покусывая. В ходе таких игр акулы часто получают ранения или гибнут, котик может съесть кусок оторванной плоти, но редко поедает всю акулу. Пользуясь случаем чайки Larus dominicanus vetula стараются украсть акул у котиков. В случае опасности гадюковые южноафриканские кошачьи акулы принимают характерную позу, сворачиваясь в кольцо и прикрывая глаза хвостом. Скорее всего, в такой позе хищнику сложнее проглотить акулу.

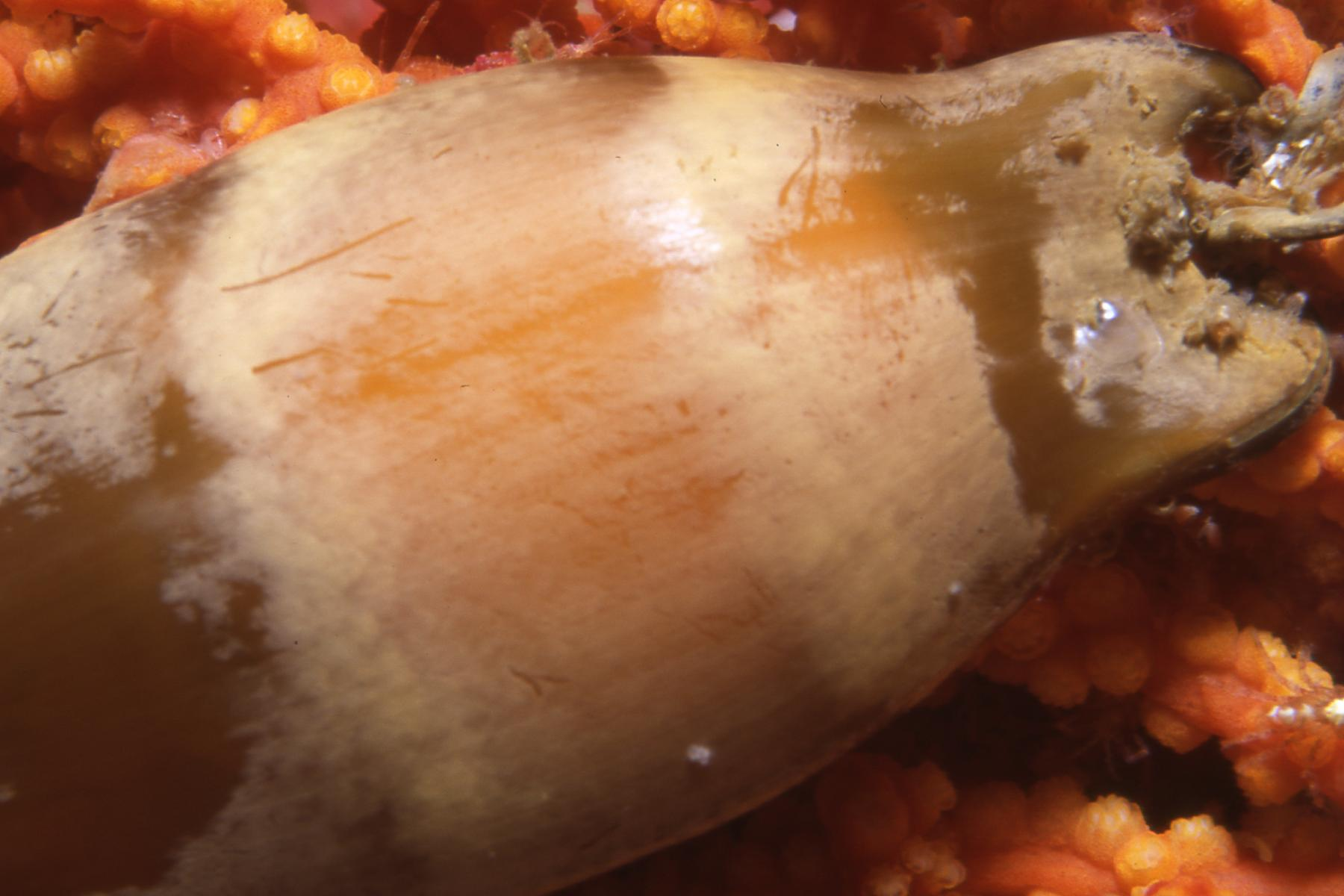
Капсулы гадюковых южноафриканских кошачьих акул.

Яйцами гадюковых южноафриканских кошачьих акул питаются брюхоногие моллюски Burnupena papyracea и Burnupena lagenaria, по крайней мере в неволе. На этом виде акул паразитируют трипаносомы Trypanosoma haploblephari (в крови), нематода Proleptus obtusus (в кишечнике) и копеподы Charopinus dalmanni и Perissopus oblongatus (на коже).

### Размножение и цикл жизни
Гадюковые южноафриканские кошачьи акулы размножаются, откладывая яйца. Размножение происходит круглый год. Самки откладывают одну или две капсулы с яйцами, которые прикрепляются к вертикальным подводным предметам, например, к горгониям. Эти тонкостенные коричневые капсулы покрыты характерными бледными поперечными полосами, поверхность немного ворсистая, по углам имеются длинные усики. Эти усики меньше, чем у других видов южноафриканских кошачьих акул, в длину капсулы достигают 3,5—5 см и имеют 1,5—3 см в поперечнике. Новорождённые длиной около 9 см появляются на свет через три месяца. Самцы и самки достигают половой зрелости при длине от 35 до 55 см; разные источники приводят различные данные. Эта высокая степень изменчивости может отражать региональные различия: акулы, населяющие более глубокие воды в восточной части ареала, возможно, созревают при достижении большей длины, чем западные. Возраст полового созревания, по оценкам, составляет около 7 лет, а максимальный срок жизни не менее 22 лет.

## Взаимодействие с человеком
Гадюковые южноафриканские кошачьи акулы не представляют опасности для человека. Их легко поймать руками. Коммерческой ценности не имеют. В качестве прилова они попадают в донные тралы. Пойманных в сети или на крючок рыб, как правило, выпускают обратно, или убивают, считая их вредителями. Иногда их содержат в аквариумах. Международный союз охраны природы присвоил этому виду статус сохранности «Близкий к уязвимому». Несмотря на многочисленность, популяция подвергается риску из-за ограниченного ареала, интенсивной рыбной ловли и ухудшения условий среды обитания.